# 次亜フッ素酸
次亜フッ素酸（じあフッそさん、hypofluorous acid）は化学式 HFO で表される化合物。Hから始まる化学式を持っているものの、酸性を示さない。

## 性質
水とフッ素または二フッ化酸素が反応して生成する極めて不安定な化合物で、すぐにフッ化水素と酸素に分解する。（記事 フッ化酸素#二フッ化酸素に詳しい）
フッ素のオキソ酸で存在が確認されているのは、この化合物のみである。アセトニトリルとの錯体が知られており、これは遊離の状態に比べればかなり安定で室温で数時間程度保存できる。

## 構造
水素-酸素-フッ素の順に結合した分子である。マイクロ波分光法のデータからの計算によれば、水素-酸素間の結合距離は 0.964 ± 0.01 Å、酸素-フッ素間の結合距離は 1.442 ± 0.001 Å、水素-酸素-フッ素の結合角は 97.2 ± 0.6 °である。